# Vila Nova (Praia da Vitória)
Vila Nova es una freguesia portuguesa perteneciente al municipio de Praia da Vitória, situado en la Isla Terceira, Región Autónoma de Azores. Posee un área de 7,96 km² y una población total de 1.729 habitantes (2001). La densidad poblacional asciende a 217,2 hab/km². Se encuentra a una latitud de 38°47' N y una longitud 27°9' O. La freguesia se encuentra a 1 m s. n. m.
- Datos: Q2158883
- Multimedia: Vila Nova (Praia da Vitória) / Q2158883

1. ↑  Worldpostalcodes.org,código postal n.º 9760-701.